# Good Vibrations
"Good Vibrations" är en av The Beach Boys mest kända och uppskattade låtar. Brian Wilson och Mike Love tillbringade sex månader med att färdigställa låten, som är en sammansättningar av 17 studiosessioner i fyra olika studior, 90 timmar bandinspelningar, med en slutlig budget på 50 000 amerikanska dollar. "Good Vibrations" var på den tiden, enligt vissa, världens dyraste enskilda låtproduktion.
Låten var tänkt att ingå på skivan Smile som av någon anledning aldrig släpptes. Spekulationer kring varför den aldrig lanserades pekar mot att det var Brians höga krav på sig själv och Smile som Beach Boys största album, kombinerat med ett tungt drogmissbruk, som stoppade plattan. I stället ingick låten senare på albumet Smiley Smile.
"Good Vibrations" nådde nr 1 på Billboardlistan den 10 december 1966. Det blev gruppens tredje listetta i USA.
När världens största musiktidskrift Rolling Stone 2004 rankade de 500 bästa låtarna genom tiderna hamnade Good Vibrations på 6:e plats.

## Listplaceringar
| Lista (1966-1967) | Position              |
| ----------------- | --------------------- |
| Australien        | 2 (Go Set)            |
| Danmark           | 7 (DR "Top 20")       |
| Finland           | 5                     |
| Flandern          | 6                     |
| Frankrike         | 10                    |
| Irland            | 3                     |
| Kanada            | 2                     |
| Nederländerna     | 4                     |
| Norge             | 2 (VG-lista)          |
| Nya Zeeland       | 1 (NZ Listner)        |
| Spanien           | 1                     |
| Storbritannien    | 1                     |
| Sverige           | 3 (Kvällstoppen)      |
| Sverige           | 4 (Tio i topp)        |
| USA               | 1 (Billboard Hot 100) |
| Vallonien         | 2                     |
| Västtyskland      | 8                     |
| Österrike         | 9                     |